# Coppa del Portogallo 2009-2010 (hockey su pista)
La Coppa del Portogallo 2009-2010 è stata la 37ª edizione della principale coppa nazionale portoghese di hockey su pista. La competizione ha avuto luogo dal 16 gennaio al 20 giugno 2010 con la disputa delle final four presso il Pavilhão Desportivo do CDPA di Paço de Arcos. Il trofeo è stato conquistato dal Benfica per la tredicesima volta nella sua storia superando in finale il Fisica.

## Risultati

### Sedicesimi di finale
| Squadra 1           | Risultato   | Squadra 2         |
| ------------------- | ----------- | ----------------- |
| Académico Cambra    | 4 - 6       | Juventude Viana   |
| Sporting Tomar      | 6 - 4       | Valongo           |
| Sesimbra            | 4 - 3       | Infante de Sagres |
| Alges               | 1 - 7       | Turquel           |
| Gulpilhares         | 3 - 4       | Fisica            |
| Paço de Arcos       | 4 - 3 (dtr) | Oeiras            |
| Povoa               | 3 - 7       | Barcelos          |
| Feira               | 5 - 1       | Biblioteca        |
| Stella Maris        | 2 - 6       | Candelária        |
| Braga               | 5 - 4 (dts) | Espinho           |
| Riba De Ave         | 4 - 8       | Oliveirense       |
| Fundação Nortecoope | 1 - 5       | Porto             |
| Marco               | 3 - 6       | Benfica           |

### Ottavi di finale
| Squadra 1      | Risultato   | Squadra 2       |
| -------------- | ----------- | --------------- |
| Candelária     | 4 - 3 (dtr) | Juventude Viana |
| Feira          | 2 - 0       | Portosantese    |
| Tigres         | 3 - 7       | Cascais         |
| Sporting Tomar | 5 - 6       | Braga           |
| Sesimbra       | 6 - 4       | Paço de Arcos   |
| Fisica         | 5 - 4       | Porto           |
| Turquel        | 4 - 2       | Barcelos        |
| Benfica        | 5 - 1       | Oliveirense     |

### Quarti di finale
| Squadra 1 | Risultato | Squadra 2  |
| --------- | --------- | ---------- |
| Cascais   | 5 - 4     | Turquel    |
| Sesimbra  | 5 - 6     | Braga      |
| Feira     | 1 - 4     | Fisica     |
| Benfica   | 5 - 1     | Candelária |

### Final four

#### Semifinali
| Paço de Arcos 19 giugno 2010 | Benfica | 6 – 2 | Braga | Pavilhão Gimnodesportivo |

| Paço de Arcos 19 giugno 2010 | Cascais | 2 – 3 | Fisica | Pavilhão Gimnodesportivo |

#### Finale
| Paço de Arcos 20 giugno 2010 | Benfica | 6 – 1 | Fisica | Pavilhão Gimnodesportivo |